# Кира-Мария (съпруга на Иван Шишман)
Мария, или Кира-Мария, е българска царица, първа съпруга на цар Иван Шишман. За нея няма почти никакви данни в историческите извори.
Предполага се, че произхожда от видна търновска болярска фамилия. В Бориловия синодик името ѝ се споменава по следния начин:
| „ | ...На Кира-Мария, благочестивата царица на великия цар Иван Шишман, вечна памет. На госпожа Десислава, майка на благочестивата царица Мария – на великия цар Иван Шишман, наречена в ангелски образ Девора, вечна памет... | “ |

Тълкуванието на посочения откъс обаче не е еднозначно. Напълно е възможно зад имената Мария и Кира-Мария да стоят две различни жени. Известно е, че Иван Шишман има втора съпруга – Драгана, дъщеря на княз Лазар Хребелянович и Милица. Княз Лазар обаче няма съпруга на име Десислава. Следователно е възможно името на първата съпруга на царя да е само Мария, а Драгана Хребелянович да е била наречена Кира-Мария, освен ако в параграфа не е била допусната грешка и имената на двете царици да са били разменени.
Втора възможност е зад двете посочени имена да се крие една и съща личност, първата съпруга на царя, спомената веднъж като царица Кира Мария и втори път като царица Мария, още повече, че втората част на откъса визира пряко майката на царицата, а не самата царица. Това обаче поражда въпроса защо името на втората съпруга на Иван Шишман е пропуснато. Не може да се изключва и да е упомената титла. кир/кира на гръцки значи господар/господарка.
Според едно мнение, Кира-Мария е поръчителката, от чието име е надписът върху надгробния камък на Иван Асен V в църквата Св. Четиридесет мъченици във Велико Търново. От този надпис става ясно, че през 1388 г. тя урежда погребението на своя девер (Иван Асен V е брат на съпруга ѝ цар Иван Шишман, с когото тя вече е разведена) и нарежда да се направи посвещение на мемориалната му плоча. От надписа също така личи, че самият Иван Шишман по някаква причина не е присъствал на погребението, а с това е натоварена бившата му съпруга. От въпросния надпис обаче са запазени само фрагменти, а това възпрепятства категоричното идентифициране както на неговия автор, така и на покойника, за когото е бил предназначен. Според едно от предлаганите четения надписът гласял (в получер курсив са съхранените части от надписа):
| „ | ...Аз, благочестивата и христолюбива Мария, снаха на превеликия цар Иван Александра, съпруга царева и анепсия на великия войвода Иван Асеня, цар на българите, като дойдох тука и намерих българската земя омърсена от измаилтяните (османците), погребах Асеня, моя господин цар. През 18-та година от царуването на Шишмана, по волята Божия, той биде принуден да излезе на бой, но в Рая на Всеподателя се пресели, защото се въоръжи срещу игото, и нас на плач безутешен събра моя господин цар. С Божията сила напътих Асеня, който щеше да отпадне от красотата на вярата, и като го подкрепих, остана в Христовата църква. Когато той напусна тоя живот, положих го тука, като събрах пред умрелия чадата си: Асеня, Кера и другия Асен. И стана онова, което беше угодно Богу, да не се прости с господина царя, техния баща, нито пък с двете си момиченца. В лето 6896. | “ |

Не са известни имената на децата, които са се родили от брака на Иван Шишман и първата му съпруга, но от горния надпис може да се предположи, че имената им вероятно са Асен, Кера и втори Асен и те са починали много млади.